# Каштан кінський (Одеса, вул. Новосільського, 70)
Кашта́н кі́нський — ботанічна пам'ятка природи місцевого значення в місті Одеса. Об'єкт природно-заповідного фонду Одеської області.  
Розташований на вул. Новосельського, 70. 
Площа — 0,01 га. Статус отриманий у 1979 році. Перебуває у віданні комунального підприємства «Міськзелентрест». 
Статус надано для збереження декоративного дерева — каштану кінського (Aesculus hippocastanum).